# Capuchino (café)

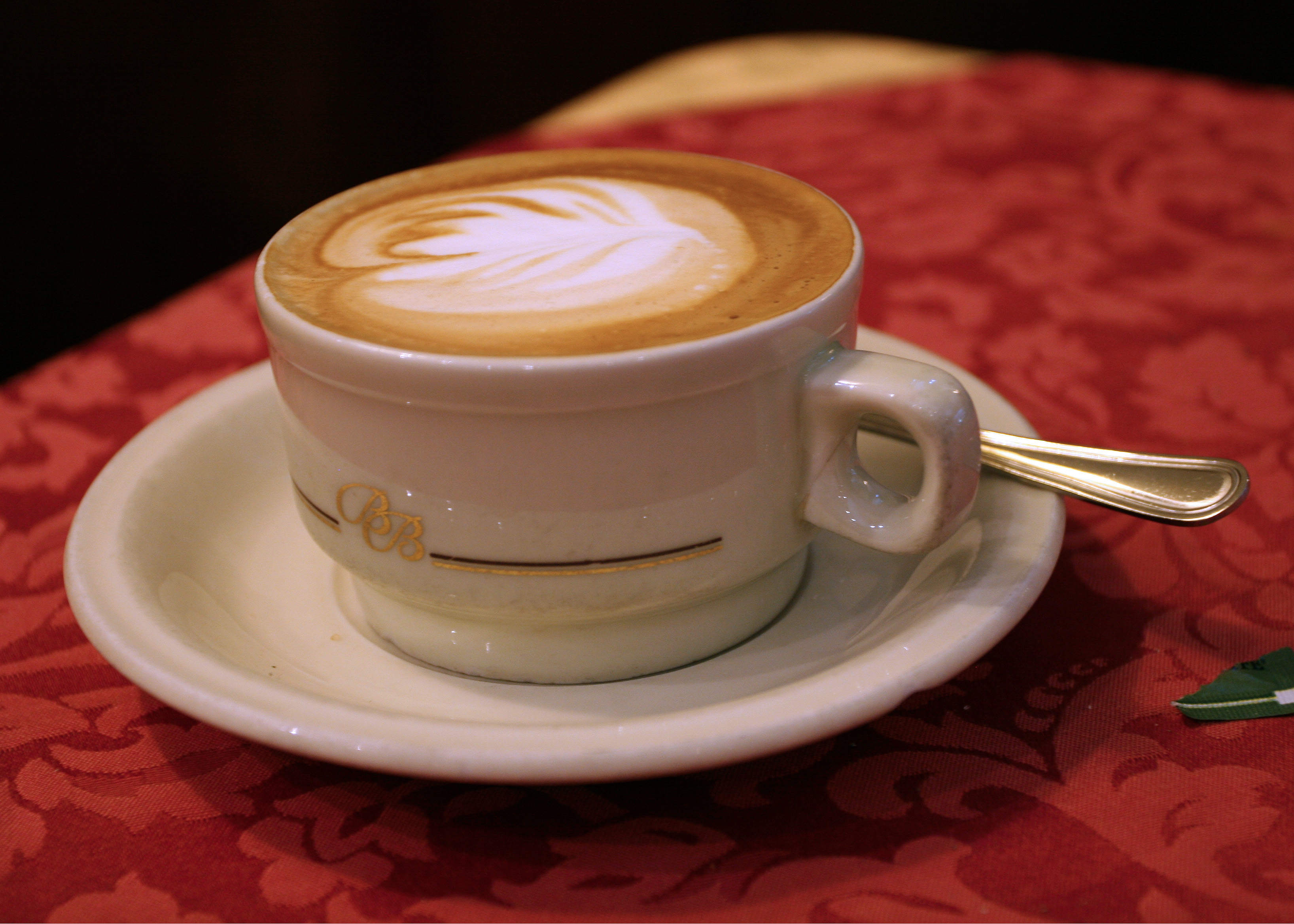
Un capuchino clásico.

El capuchino (del italiano cappuccino  a su vez del alemán Kapuziner) es, con las características que posee en la actualidad, una bebida nacida en Italia, preparada con café expreso y leche montada con vapor para darle cremosidad. Toma su nombre de otra bebida a base de café y leche preparada antiguamente en Austria, denominada "kapuziner", con un color similar. Un capuchino se compone de 125 ml de leche y 25 ml de café expreso, en ocasiones se agrega cacao en polvo o canela según el gusto del consumidor.
La característica del capuchino se la da el café expreso, la textura y temperatura de la leche, ya que esta no debe pasar de los 65 °C. La técnica del barista para dar volumen a la leche es introduciendo, por medio de vapor a presión, minúsculas burbujas de aire que le otorgan una textura cremosa.

## Origen
Es en Viena que encontramos por primera vez en el siglo xviii una bebida de café con leche llamada Kapuziner (‘capuchino’ en alemán). Fuera de la capital austríaca era conocido como café viennois (‘café vienés’).
El capuchino toma su nombre del color del hábito de los frailes capuchinos (cappuccio significa ‘capucha’ en italiano), o tal  vez es del aspecto de su tonsura (un círculo de piel blanca rodeado por un aro de cabello marrón). Según la leyenda, después de la Batalla de Viena de 1683, los vieneses prepararon café usando los sacos abandonados por los turcos y, para suavizar su fuerte sabor, añadieron crema y miel, obteniendo un color similar al del hábito de los capuchinos. La bebida siempre ha sido conocida por su nombre italiano, ya que actualmente su preparación está ligada a la utilización de una máquina de café expreso, la cual es un invento patentado en 1901 por Luigi Bezzera en ese país.

## Presentación
El capuchino se sirve en una taza de cerámica de unos 180 ml, ideal para la retención del calor. En algunos lugares, los baristas expertos crean arte del latte al verter la leche correctamente cremada al vapor en el café expreso, creando diseños como por ejemplo: manzanas, corazones, hojas y rosas.

## Consumo

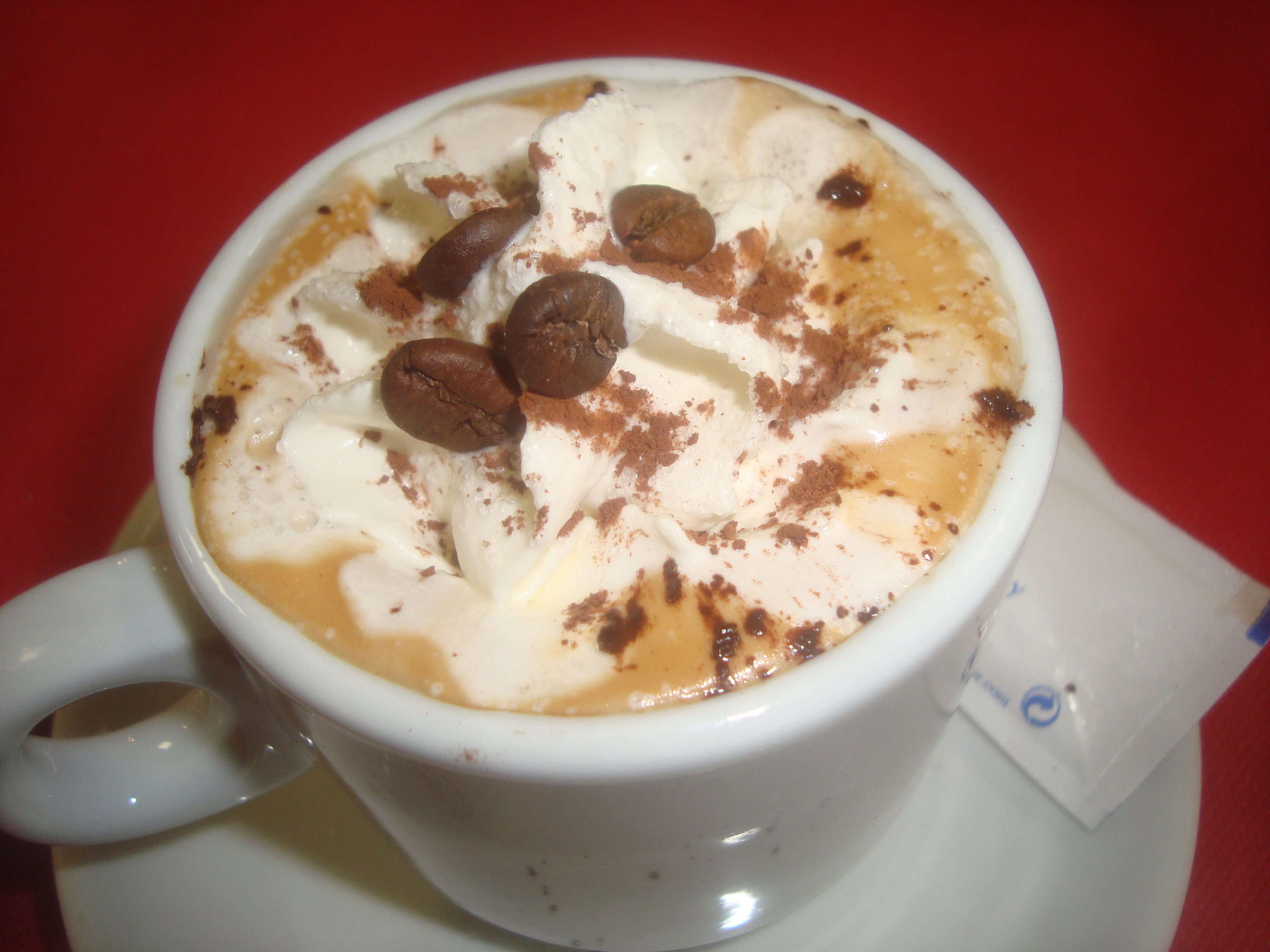
Café Capuchino.

Hoy en día, el capuchino no solo es común en Italia sino también en todo el mundo. El capuchino se extendió inicialmente por toda Europa, adquiriendo su forma definitiva alrededor de 1950, para luego llegar a Sudamérica, popularizándose en países como Argentina, Brasil, Bolivia, Chile, Colombia, Paraguay, Perú y Uruguay. Actualmente, a partir de la segunda mitad de los años 90, la bebida es consumida en todo el planeta. En Italia el capuchino se bebe exclusivamente en el desayuno, a menudo con bollos, y en otros países también se toma a lo largo de la jornada.
Es costumbre italiana consumir el cappuccino en el desayuno, rara vez después de las 10-11 de la mañana, y nunca después del almuerzo o comida del mediodía.

## Elaboración
Los ingredientes tradicionales son café expreso y leche espumada al vapor, en la siguiente proporción: 125 ml de leche y 25 ml de café expreso, en ocasiones también se le añade cacao en polvo o canela.
El capuchino se prepara normalmente con una cafetera expreso, las versiones profesionales de estas máquinas extraen el café y disponen además de una boquilla por la que obtiene  el vapor de agua que el barista se encarga de introducir en la leche fría para calentarla a unos 65 °C de temperatura al tiempo que el vapor crea pequeñas burbujas. El resultado es una capa de espuma gruesa, que debe ser compacta y persistente, y le da al capuchino su característica textura aterciopelada.